# Richard Ruoff
Pour les articles homonymes, voir Ruoff.
Richard Ruoff, né le 18 août 1883 à Meßbach et mort le 30 mars 1967 à Tübingen, est un général allemand (Generaloberst) de la Heer (armée de terre) dans la Wehrmacht pendant la Seconde Guerre mondiale.

## Biographie
En 1903, Ruoff s'engage en tant que cadet à Tübingen. Il devient lieutenant en 1912. En 1914, avant la Première Guerre mondiale, il est promu capitaine.
En 1923, il devient membre de l'état-major de la 5e division d'infanterie. Il est promu Major en 1926, lieutenant-colonel en 1931 et général en 1938.
En décembre 1941, avec la 5e division d'infanterie, il atteint les faubourgs nord de Moscou.
Richard Ruoff commande la 4e armée blindée du 8 janvier au 31 mai 1942. La 4e armée blindée fait partie du groupe d'armées A (Heeresgruppe A), formé lorsque le groupe d'armées Sud (Heeresgruppe Süd) est scindé en deux formations pour l'offensive de l'été 1942.
Le 1er juin 1942, Ruoff est promu Generaloberst : il commande la 17e armée (du groupe d'armées A) du 1er juin 1942 au 24 juin 1943.
Le 3 juin 1942, le « Corps expéditionnaire italien en Russie » (Corpo di Italiano Spedizione en Russie, ou CSIR) lui est brièvement subordonné. De juin à juillet, la 17e armée allemande, le CSIR, et la 3e armée roumaine forment le « groupe d'armées Ruoff » (Heeresgruppe Ruoff).
En juillet 1942, Ruoff se sépare de l'unité italienne qui rejoint la plus grande armée italienne en Russie (l’Armata Italiana en Russie, ou ARMIR) qui est transférée au groupe d'armées B (Heeresgruppe B).
À la fin de l'été, il est ainsi à la tête de l’Armeegruppe Ruoff,, rattachée au groupe d'armées A, lorsque son groupe (dont la 17e armée qu'il commande toujours) déclenche une offensive en direction des champs pétroliers du Caucase. En décembre, les forces armées soviétiques endommagent ses flancs (y compris l’Armata Italiana) et encerclent la 6e armée allemande du général Paulus à Stalingrad qui est défaite à fin janvier 1943. Le groupe d'armées B est retiré du sud de la Russie, mais le groupe Ruoff fait retraite dans le Caucase et est déployé vers les bords de la mer Noire pour tenir la « tête de pont du Kouban » à l’embouchure du Kouban, séparée de la Crimée par un détroit.
En juin 1943, Ruoff est remplacé à son poste par le général Jaenecke pour être affecté à la Führerreserve. Il est âgé de 60 ans et ne reprend plus les armes.
À la fin du conflit, il part vivre sur les bords du lac de Constance et meurt près de Stuttgart en 1967, près de la région où il est né.

## Décorations
- Croix de fer (1914) II. et I. Classe[3]
- Ordre du Mérite militaire (Wurtemberg)[3]
- Ordre de Frédéric I. Classe[3]
- Insigne des blessés (1918) en noir[3]
- Médaille de service de longue durée de la Wehrmacht IV. à I. Classe
- Agrafe de la croix de fer "zum Eisernen Kreuz" II. et I. Classe
- Croix de chevalier de la croix de fer le 30 juin 1941[4]